# Cornelia Melis
Cornelia Melis (Aruba, 23 februari 1960), is een oud-atlete uit Aruba, die zich had toegelegd op de lange afstand. Zij nam eenmaal deel aan de Olympische Spelen, maar veroverde bij die gelegenheid geen medaille.

## Loopbaan
Melis nam als marathonloper voor Aruba deel aan de Olympische Spelen in Barcelona in 1992 maar ook vier jaar eerder in 1988 in Seoul nam ze deel ze werd toen 56e in een tijd van 2:53.24. Zij finishte deze keer niet.
Ze nam ook deel aan het WK in Rome en vier jaar later in Tokio. Daarnaast nam ze ook deel aan verschillende kampioenschappen in het veld en andere loopnummers.

## Persoonlijk record
| Onderdeel | Prestatie | Jaar |
| --------- | --------- | ---- |
| marathon  | 2:53.24   | 1988 |